# Krottendorf, Šentjurij ob Dolgem jezeru
Krottendorf je naselje v Občini Šentjurij ob Dolgem jezeru v Okraju Šentvid ob Glini na Koroškem v Avstriji.